# Cantiere Aeronautici e Navali Triestini - CANT
CANT Cantiere Aeronautici e Navali Triestini, (Astillero Aeronáutico y Naval de Trieste); también denominada C.R.D.A - CANT, fue una empresa de aviación italiana que originalmente se especializó en la construcción de aviones navales; fue formada en 1923 como parte de CNT (Cantiere Navale Triestino). La empresa produjo varios diseños principalmente para la Regia Marina y la Regia Aeronautica hasta 1943. El astillero en manos alemanas fue fuertemente bombardeado en abril de 1944. Estos bombardeos destruyen completamente los talleres aeronáuticos y los aviones en construcción. En los años posteriores sólo se reconstruyó el astillero, mientras que los talleres aeronáuticos no reanudaron su actividad. 

## Historia
Los orígenes
La historia comienza en 1907 cuando la familia de origen veneciano Cosulich, originaria de la isla de Lussino armadores de buques desde 1890 y propietaria de la naviera Unione Austriaca di Navigazione que proporcionaba conexiones entre Trieste y América del Sur, decide invertir en Monfalcone, Gorizia; que por aquel entonces pertenecía al Imperio Austro-Húngaro fundando allí un astillero. 
La decisión de abrir su propio astillero se tomó tras la ley de 1907 con la que el gobierno austrohúngaro quería fomentar la construcción naval en el Imperio. El sitio fue identificado en el área de Panzano. Los Cosulich compraron el terreno a las empresas Faccanoni y Adriatica, que habían excavado allí cuencas para recuperar el terreno necesario para la construcción del nuevo puerto de Trieste. La zona, bordeada por el Canale Valentinis alimentado por el agua dulce del Canale de Dottori, permitió una conservación óptima de los cascos de los barcos en construcción.
Las actividades en la ciudad comenzaron oficialmente el 3 de abril de 1908, cuando se inauguró el Cantiere Navale Triestino - CNT. 
Desde los primeros años, las actividades del astillero se concentraron en la producción de buques mercantes y militares.
Con el estallido de la guerra entre Italia y Austria en 1915,  las operaciones en el astillero, que estaba demasiado cerca de la frontera italiana, se detuvieron y la mayoría de los trabajadores del astillero, en su mayoría italianos, abandonaron el lugar. La zona limítrofe, fue ocupada por el ejército real italiano el 8 de junio de 1915, convirtiéndose así en el objetivo preferido de la artillería austriaca de julio a septiembre de 1915 durante las diversas Batallas del Isonzo. Sin embargo, la empresa logró seguir operativa alquilando partes de los astilleros de las firmas Schiffswerft Óbuda en Budapest, Donau-Dampfschiffahrts y el Arsenal Naval de Pula. Durante la guerra, la empresa construyó numerosos sumergibles, incluidos cuatro de la Clase U-27.
Creación de CANT
Al finalizar el conflicto, y debido a la ocupación, y posterior anexión por el Tratado de Rapallo en 1920 de los territorios de Trieste e Istria al  Reino de Italia, ya en 1919, la empresa cambia su razón social a Cosulich Società Triestina di Navigazione. El astillero de Monfalcone reanuda su actividad y la empresa es conocida en todo el mundo como la "Cosulich Line".
En 1921, los propietarios de CNT, los Fratelli Cosulich, Callisto, Fausto y Alberto Cosulich, deciden entrar en el negocio de la aviación. Compraron ese año un antiguo hidrocanoa francés FBA Type H dado de baja por la Regia Marina con el fin de transportar a prestigiosos clientes desde Trieste a sus hoteles en  Portorož, Istria (actualmente en Eslovenia), evitando así, un largo viaje en automóvil. Ya activos y expertos en el transporte marítimo y la construcción naval, siguieron el mismo patrón estableciendo ese año, primero, un servicio de taxi aéreo y más tarde en 1922 creando la línea aérea 'Società Italiana Servizi Aerei (SISA).
En 1923 se crea en Monfalcone la Officine Aeronautiche dedicada principalmente al diseño de hidrocanoas, usando las instalaciones del astillero existente. Su primer diseño construido fue el CANT 6, un hidrocanoa biplano trimotor que voló en 1925. SISA entrenó a pilotos para la Regia Aeronautica utilizando los hidrocanoas biplanos monomotores CANT 7 y CANT 18. A partir de 1926, SISA inicia servicios de pasaje regular, utilizando los hidrocanoas comerciales CANT 10 y CANT 22 de respectivamente cuatro y ocho plazas y de los que se construyeron dieciocho y diez aparatos. Aun así, no se consiguieron grandes pedidos, por lo que los talleres sobrevivieron entre 1926 y 1935 con la producción de modelos SIAI-Marchetti bajo licencia, aviones que en total alcanzaron más de 40 récords mundiales, y también diversos prototipos y diseños propios como el hidrocanoa sesquiplano de caza CANT 25 que entro en servicio en 1931. En los primeros años de actividad, la dirección técnica y de diseño estuvo a cargo desde 1923 a 1932 del ingeniero Raffaele Conflenti, al que posteriormente (1933) sucedió el joven ingeniero mecánico Filippo Zappata que permaneció en dicho puesto hasta su partida a la compañía Società Italiana Ernesto Breda en 1942.
Cantieri Riuniti dell'Adriatico - CRDA
El 18 de septiembre de 1930, CNT absorbe el accionariado de los astilleros Stabilimento Tecnico Triestino para formar los Cantieri Riuniti dell'Adriatico - CRDA, aunque los aviones continuaron usando la designación CANT. En 1933, CRDA fue adquirida por el conglomerado estatal Istituto per la Ricostruzione Industriale - IRI, creado por el régimen de Mussolini para rescatar a las empresas industriales de los efectos de la Gran Depresión; sin embargo, la familia Cosulich permaneció a cargo de la empresa hasta 1949, año de la muerte de Augusto Cosulich. 
Por otro lado, en 1933, el ministro de la Aviación, mariscal Italo Balbo convenció a Filippo Zappata, que entonces trabajaba para la compañía Blériot Aéronautique, consiguiendo previamente que Louis Bleriot rescindiera el contrato en exclusiva, para que se convirtiera en su director técnico. En los siguientes nueve años, CANT, bajo control estatal, creó dieciocho nuevos tipos de aviones; también agregó  departamentos y talleres de aviones terrestres, y de  pruebas con un aeródromo, por lo que con todo ello la fuerza laboral creció de 350 a 5000 operarios.
Los hidroaviones CANT Z.501 (1934) y Z.506 (1935), y el bombardero Z.1007 (1937) se convirtieron en los tipos italianos estándar en sus respectivas categorías. La predilección de Zappata por la construcción totalmente de madera se hizo evidente tanto en el Gabbiano como en el Airone; y sin embargo, fueron vistos como una necesidad temporal. A pesar de ello, ambos aviones eran robustos y resistían bien las duras condiciones,, sus siguientes y nuevos diseños fueron concebidos con una construcción totalmente metálica, incluyendo el bombardero bimotor CANT Z.1018 Leone, y los hidroaviones cuatrimotor CANT Z.511 y bimotor Z.515.

## Aviones
- CNT II - 1924 - Hidroavión biplano monomotor destinado a participar en la 7ª edición (1925) del Trofeo Schneider
- CANT 6 - 1925 - Hidrocanoa comercial 11 plazas / Patrulla marítima
- CANT 7 - 1924 - Hidrocanoa biplano - Entrenador
- CANT 10 - 1925 - Hidrocanoa biplano comercial 4 plazas
- CANT 13 - 1925 - Prototipo hidrocanoa biplano anfibio
- CANT 18 - 1926 - Hidrocanoa biplano monomotor - Entrenador
- CANT 22 - 1927 - Hidrocanoa comercial 10 plazas
- CANT 25 - 1927 - Hidrocanoa sesquiplano de caza
- CANT 26 - 1928 - Entrenador biplano monomotor
- CANT 36 - 1932 - Prototipo biplano monomotor / Entrenador
- CANT 37 - 1932 - Prototipo hidrocanoa biplano de reconocimiento
- CANT Z.501 Gabbiano - 1934 - Hidrocanoa monoplano de patrulla
- CANT Z.506 Airone - 1935 - Hidrocanoa monoplano de patrulla
- CANT Z.508 - 1936 - Hidrocanoa monoplano trimotor de bombardeo pesado
- CANT Z.509 - 1937 - Hidrocanoa monoplano trimotor postal trasatlántico
- CANT Z.511 - 1940 - Hidroavión monoplano cuatrimotor de patrulla marítima de largo alcance
- CANT Z.515 - 1939 - Hidroavión monoplano bimotor de patrulla marítima y bombardeo
- CANT Z.1007 Alcione - 1937 - Monoplano trimotor / Bombardero medio
- CANT Z.1010 - 1935 - Prototipo monoplano monomotor comercial de 4 plazas
- CANT Z.1011 - 1936 - Monoplano bimotor / Bombardero pesado
- CANT Z.1012 - 1937 - Monoplano trimotor ligero 3 plazas para el Cuerpo diplomático italiano
- CANT Z.1018 Leone - 1939 - Monoplano bimotor - Bombardero ligero/Caza nocturno

## Galería de imágenes

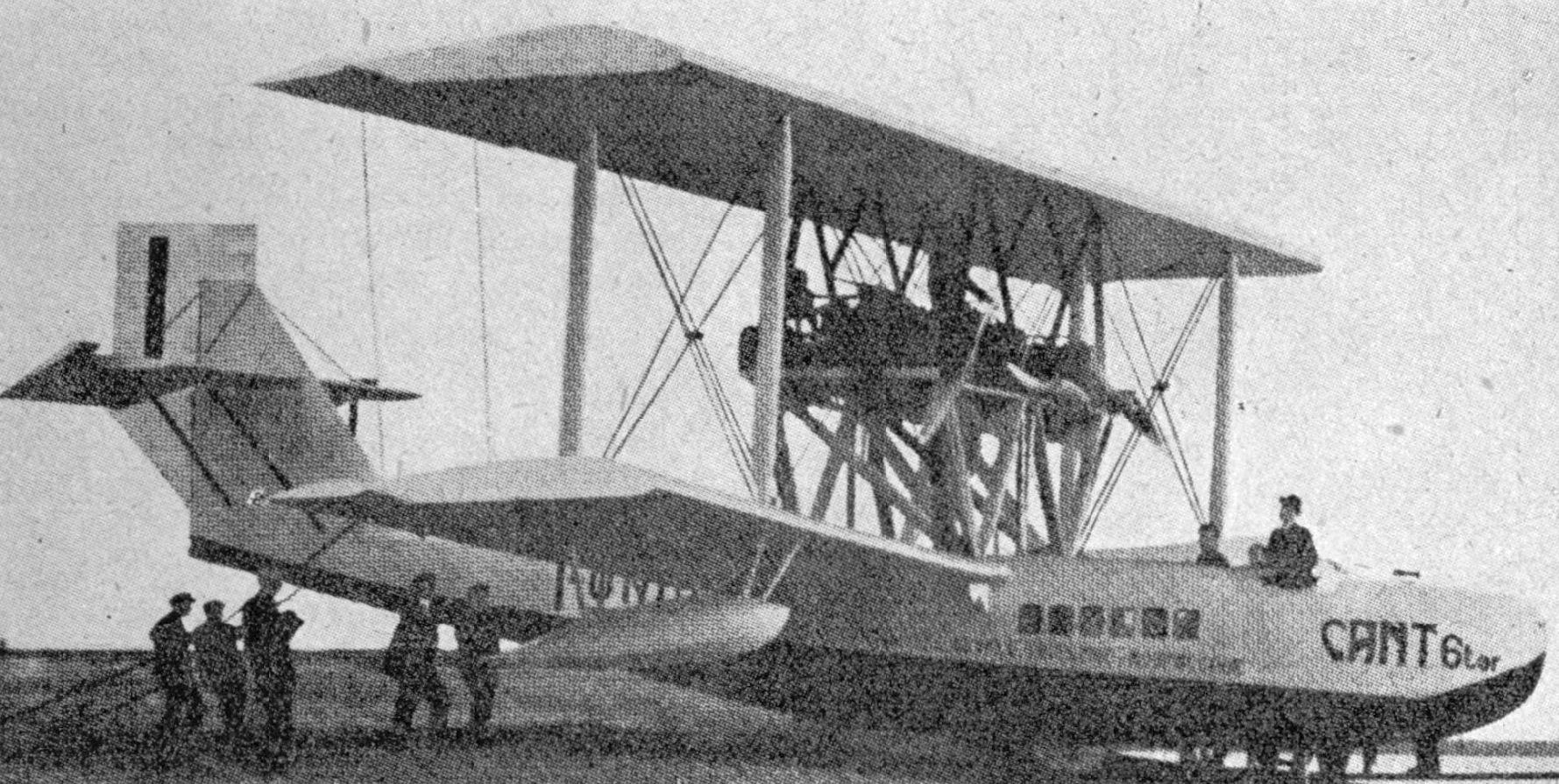
CANT 6ter
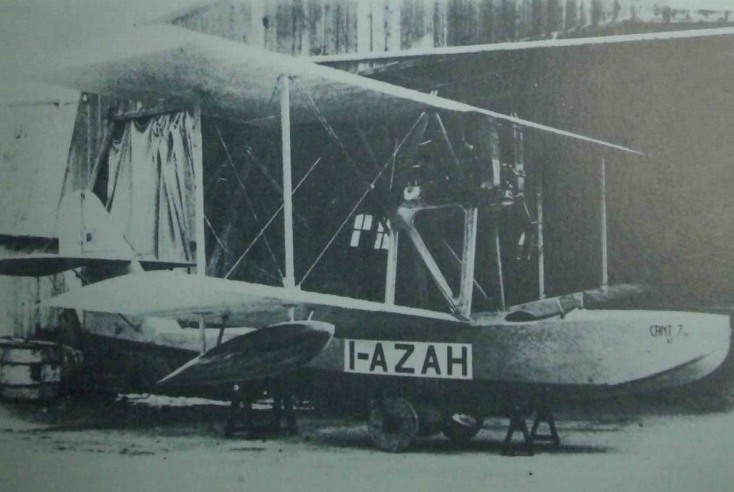
CANT 7ter
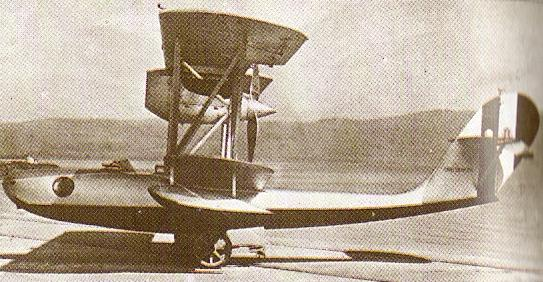
CANT 25M
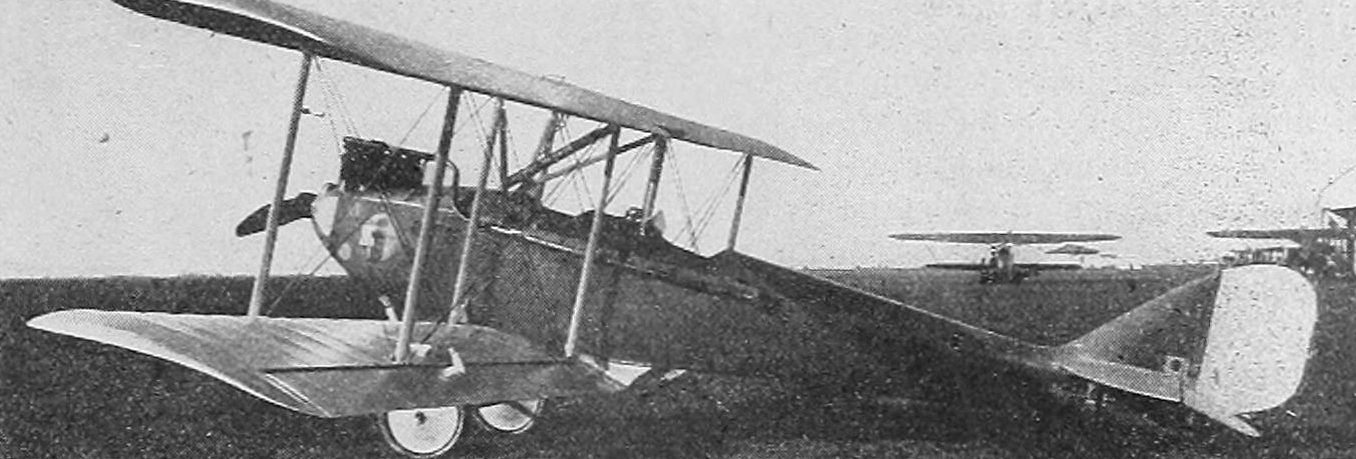
CANT 26
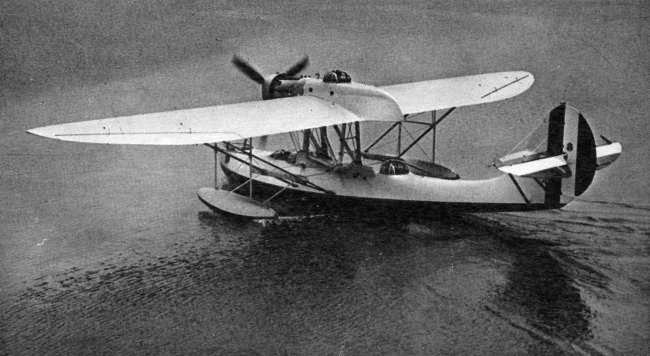
CANT Z.501 Gabbiano
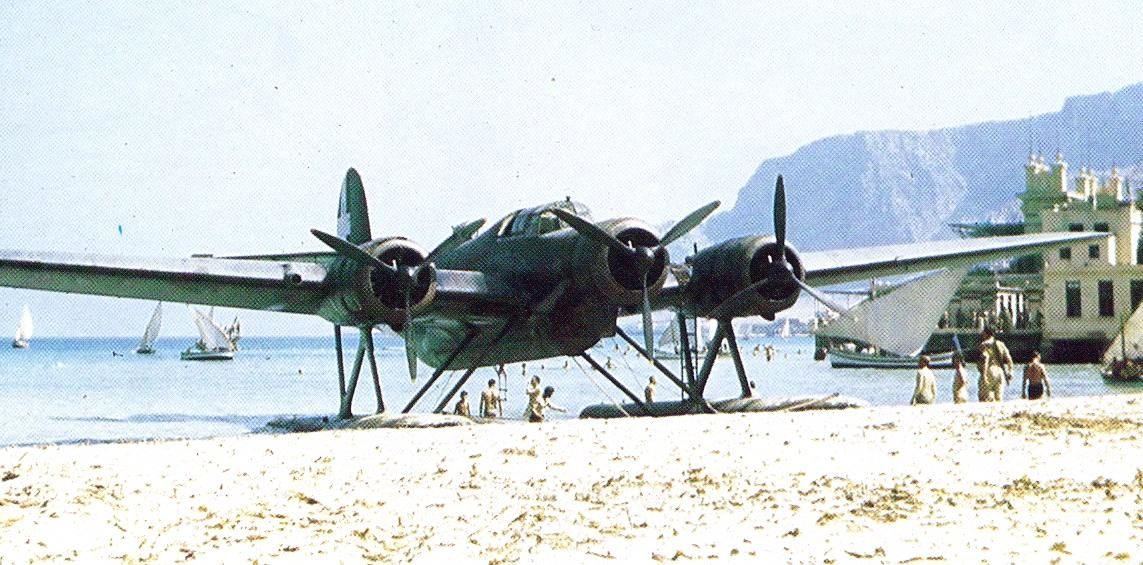
CANT Z.506B Airone
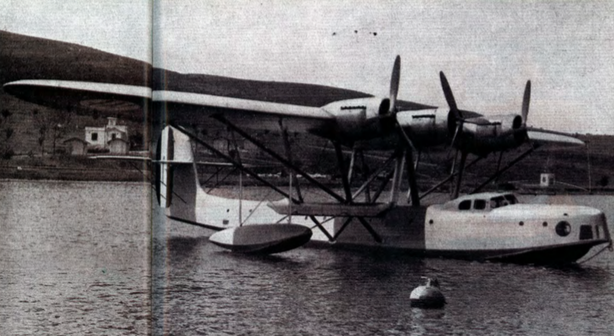
CANT Z.508
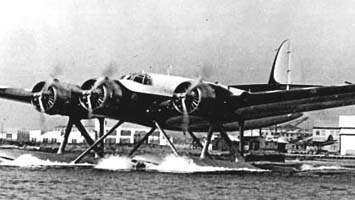
CANT Z.509
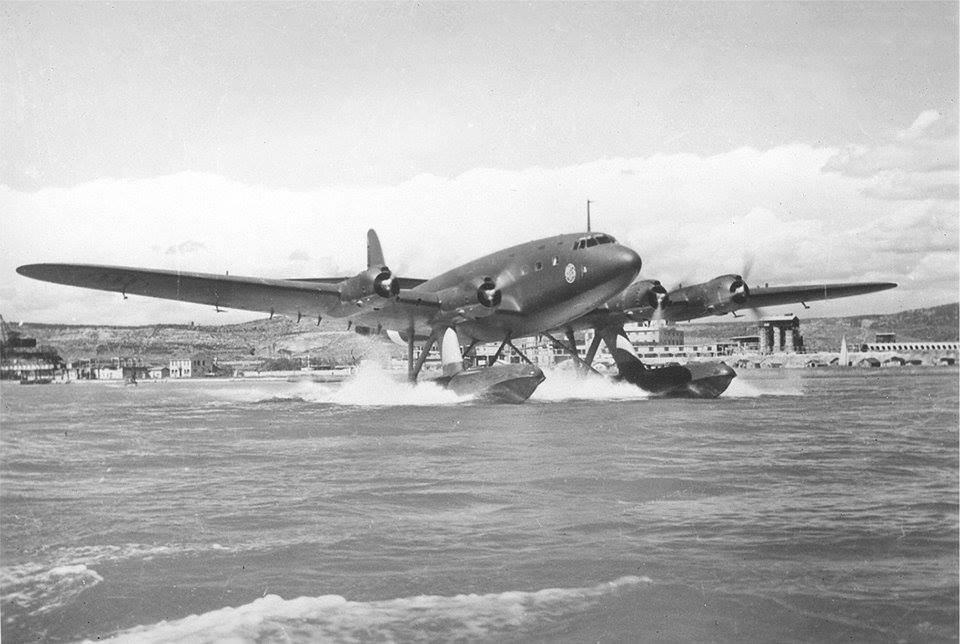
CANT Z.511
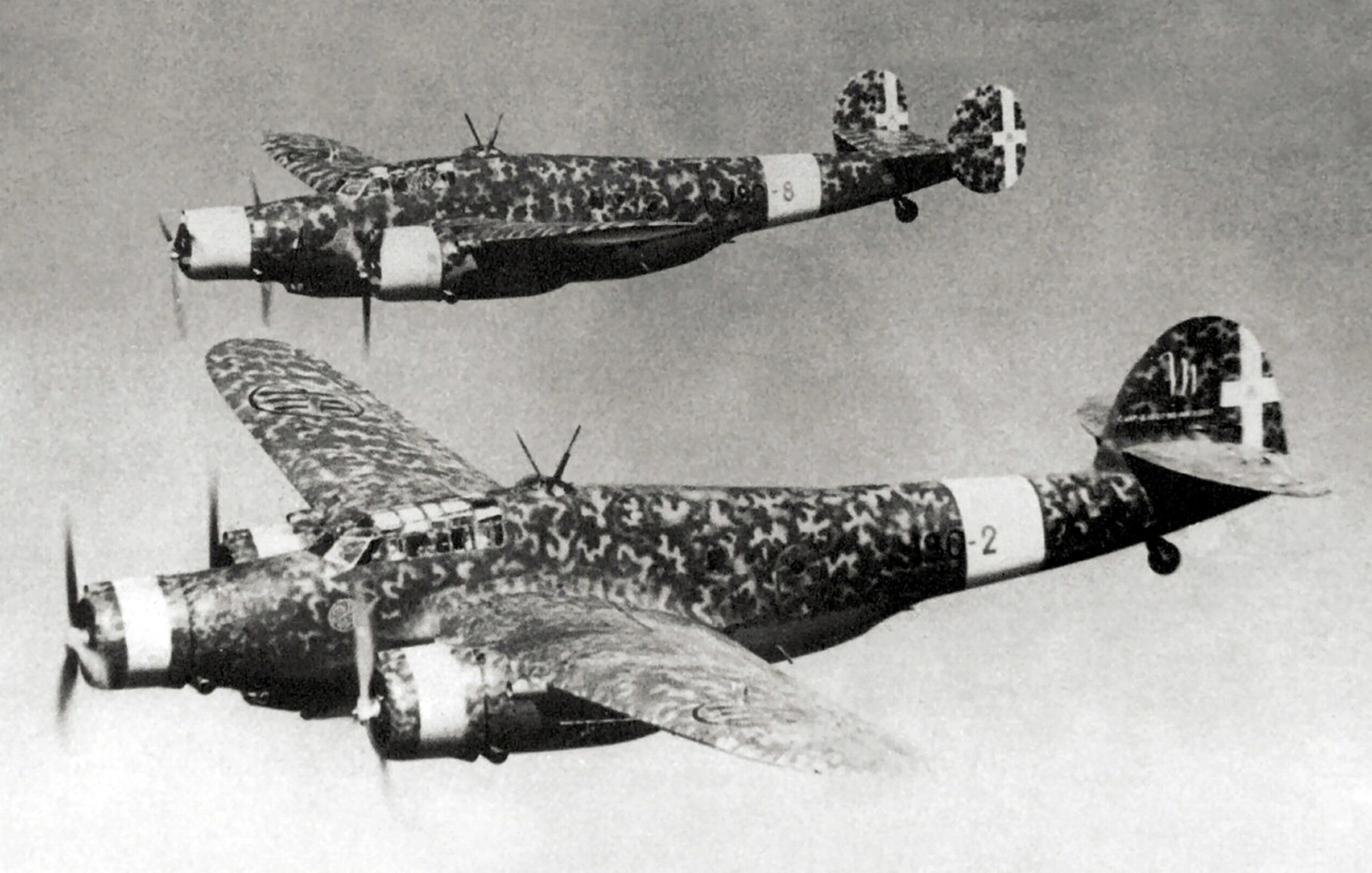
CANT Z.1007bis
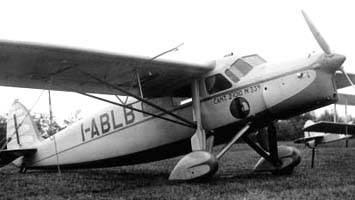
CANT Z.1010
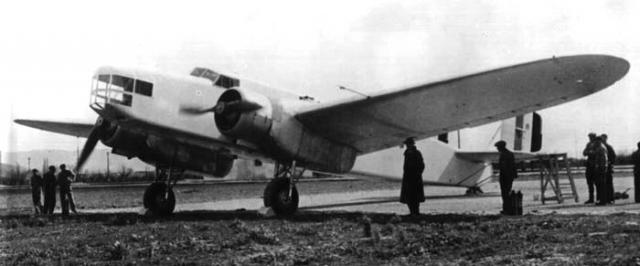
CANT Z.1011
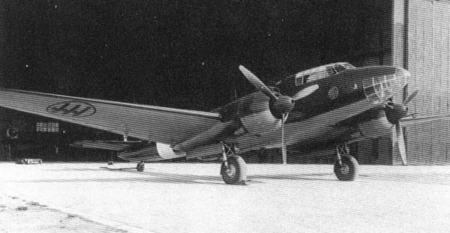
CANT Z.1018 Leone